# Nefertem
Nefertem (ili Nefertum, Nefer-Tem, Nefer-Temu) je egipatsko božanstvo čiji se položaj mijenjao. Nefertem je sa žezlom često sličio Atumu.

## Mladi Atum
U početku, Nefertem je bio samo mladi Atum, bog zalazećeg Sunca, ali i bog stvoritelj koji se pojavio kao prvi izlazak Sunca iz lotosovog cvijeta. Prema mitu iz Heliopolisa, Atum je prvi bog, prvo biće, a pojavio se iz Nuna - oceana. Nefertem je ime mladog Atuma, pa se Atum i Nefertem slično prikazuju. Nefertemov simbol je plavi ljiljan, Nymphaea caeruela. Tako je Nefertem bio mladi Atum, ali i personifikacija lotosa i Sunca. Pravi lotos, Nelumbo nucifera, nije pronađen u Egiptu sve do perzijskih osvajanja. Plavi vodeni ljiljan je prisutan u egipatskoj umjetnosti, a nazvan je i plavim lotosom. Došlo je do razdvajanja Atuma i Nefertema, zbog uloge Raa.
I kako je moć u Memfisu jačala, Nefertem je postao sin Ptaha i Sekhmet, lavice. Ptah je postao stvoritelj svijeta, a Nefertem, kojeg su prije zvali "Ljepotan" ili "Vodeni Ljiljan Sunca", postao je samo sin boga umjetnosti. Prema nekima, Nefertemova majka je Bastet, a ona se ionako mogla pretvoriti u Sekhmet, pa je vjerojatno rodila Nefertema u tom obliku. U umjetnosti, Nefertem je bio lijep bog, prekrasan mladić, s lotosom na glavi. Bio je i zaštitnik parfema i sretnik. Ponekad je imao glavu lava, jer mu je Sekhmet majka. Egipćani su nosili malene kipove Nefertema kao amulet za sreću.